# Lycosa musgravei
Lycosa musgravei là một loài nhện trong họ Lycosidae.
Loài này thuộc chi Lycosa. Lycosa musgravei được Fernando McKay miêu tả năm 1974.